# Galo Leoz
Galo Leoz Ortín (* 22. April 1879 in Alcañiz; † 23. Januar 1990 in Madrid) war ein spanischer Augenarzt und Supercentenarian.

## Leben
Galo Leoz, gebürtig aus Alcañiz in Aragonien, absolvierte ein Studium der Medizin an der Universidad Complutense de Madrid, daran anschließend war er Schüler und Mitarbeiter von Santiago Ramón y Cajal. Leoz – er war bis zu seinem 103. Lebensjahr aktiv und behandelte insgesamt über 50.000 Patienten – bekleidete die Professur für Augenheilkunde an der Medizinischen Fakultät der Universidad Complutense de Madrid.
Galo Leoz hatte die Präsidentschaft der Sociedad Española de Oftalmología, die Ehrenpräsidentschaft der International Neuropsychological Society, mit Sitz in Washington, D.C., sowie Ehrenmitgliedschaften der Britischen, Italienischen und Deutschen Ophthalmologischen Gesellschaft inne. 1972 wurde er mit der Medalla de Oro al Mérito en el Trabajo für sein Lebenswerk geehrt.
Galo Leoz – Verfasser zahlreicher wissenschaftlicher Arbeiten – war einer der Pioniere in der Erforschung der Degeneration und Regeneration der Sehnerven.

## Schriften
- Tratamiento general de la sífilis ocular: Estudio de las inyecciones mercuriales. Tésis de Doctorado, Jaime Ratés, 1907
- Procesos regenerativos del nervio óptico y retina con ocasión de ingertos nerviosos, Hijos de Nicolás Moya, 1914
- Queratitis agudas mas frecuentes y queratitis parasitarias, 1920
- Fenomenología carencial ocular, 1942
- Degeneración pigmentaria de la retina, 1945